# Comuna Unirea, Brăila
Unirea (în trecut, Osmanu sau Osman-Aga) este o comună în județul Brăila, Muntenia, România, formată din satele Morotești, Unirea (reședința) și Valea Cânepii.

## Așezare
Comuna se află în partea de est a județului și este traversată de șoseaua națională DN21, care leagă Brăila de Slobozia. Între satele Unirea și Valea Cânepii, această șosea se intersectează cu șoseaua județeană DJ255A, care o leagă spre est de Gropeni și spre nord de Traian (unde se termină în DN2B).

## Demografie
Componența etnică a comunei Unirea
     Români (77,85%)
     Romi (14,36%)
     Alte etnii (0%)
     Necunoscută (7,79%)
Componența confesională a comunei Unirea
     Ortodocși (87,34%)
     Penticostali (4,03%)
     Alte religii (0,58%)
     Necunoscută (8,05%)
Conform recensământului efectuat în 2021, populația comunei Unirea se ridică la 2.235 de locuitori, în scădere față de recensământul anterior din 2011, când fuseseră înregistrați 2.399 de locuitori. Majoritatea locuitorilor sunt români (77,85%), cu o minoritate de romi (14,36%), iar pentru 7,79% nu se cunoaște apartenența etnică. Din punct de vedere confesional, majoritatea locuitorilor sunt ortodocși (87,34%), cu o minoritate de penticostali (4,03%), iar pentru 8,05% nu se cunoaște apartenența confesională.

## Politică și administrație
Comuna Unirea este administrată de un primar și un consiliu local compus din 11 consilieri. Primarul, Teodora Puia[*], de la Partidul Social Democrat, este în funcție din octombrie 2020. Începând cu alegerile locale din 2024, consiliul local are următoarea componență pe partide politice:
|  | Partid                    | Consilieri | Componența Consiliului | Componența Consiliului | Componența Consiliului | Componența Consiliului | Componența Consiliului | Componența Consiliului | Componența Consiliului | Componența Consiliului |
|  | ------------------------- | ---------- | ---------------------- | ---------------------- | ---------------------- | ---------------------- | ---------------------- | ---------------------- | ---------------------- | ---------------------- |
|  | Partidul Social Democrat  | 8          |                        |                        |                        |                        |                        |                        |                        |                        |
|  | Partidul Național Liberal | 3          |                        |                        |                        |                        |                        |                        |                        |                        |

## Istorie
Comuna a fost înființată în 1828, și a fost denumită Osmanu, după numele unui agă turc. La sfârșitul secolului al XIX-lea, comuna făcea parte din plasa Balta a județului Brăila și era formată din satele Osmanu, Morotești, Movila Vămii și Imina, și avea în total 1400 de locuitori. În comuna Osmanu funcționau o biserică construită de locuitori în 1890 și o școală de băieți cu 30 de elevi, înființată în 1860. În acea perioadă, pe teritoriul actual al comunei, în aceeași plasă, funcționa și comuna Valea Cânepii, înființată în 1822 și formată din satul Valea Cânepii și târla Coceni, cu o populație totală de 1029 de locuitori. La Valea Cânepii funcționau o biserică construită de locuitori în 1845 și o școală mixtă, deschisă inițial ca școală de băieți în 1856.
În 1925, cele două comune sunt consemnate de anuarul Socec în același județ, dar în plăși diferite. Comuna Osmanu făcea parte din plasa Silistraru, avea în compunere satele Osman și Morotești, cu 1840 de locuitori, în vreme ce Valea Cânepii se afla în plasa Viziru și avea în componență doar satul de reședință cu 1393 de locuitori.
În 1950, cele două comune au trecut în componența raionului Brăila din regiunea Galați, iar în 1964, comuna Osmanu a primit numele de Unirea. În 1968, raioanele și regiunile au fost înlocuite de județe; comuna Valea Cânepii a fost desființată și inclusă în comuna Unirea, comună ce a revenit la județul Brăila.